# Jimena Ángel
Jimena Angel (Bogotá, 11 de junio de 1977) es una cantante, actriz y guitarrista colombiana, reconocida por haber hecho parte de la agrupación de rock en español Pepa Fresa a finales de la década de 1990.

## Carrera
Nació en la ciudad de Bogotá en 1977. En 1994 se convirtió en cantante de la agrupación de rock en español Pepa Fresa junto a Saúl Trujillo y Miguel Ramón (guitarra), Santiago Roa (bajo) e Ignacio Bedriñana (batería). Con la banda publicó un álbum de estudio titulado Pepa Fresa en 1997, aunque un año después la agrupación se separó. La experiencia con la banda le abrió las puertas de la actuación, luego de ser seleccionada para protagonizar la telenovela El Amor es Más Fuerte en 1998 junto al actor Carlos Camacho.
Posteriormente hizo parte de otros proyectos musicales como Sidestepper, Sonorama, Blusa, Bloque de Búsqueda, Regadera y Bla Bla Blu. Con Sidestepper tuvo la oportunidad de realizar algunas giras por Europa y logró compartir escenario con artistas y bandas como Morcheeba, Celia Cruz, G Love And The Special Sauce y Ozomatli, entre otros.
En 2008 publicó su primer álbum como solista, titulado Día Azul. En 2009 compuso y grabó la banda sonora de la película Amar a Morir. Su segunda producción solista fue publicada en 2013 bajo el nombre Todo Reverdece. En 2020 publicó su tercer álbum, titulado Aire. Un año después estrenó un sencillo titulado "Plátano maduro".
Jimena ha hecho parte de importantes eventos y festivales musicales a nivel mundial. Con Sidestepper se presentó en festivales como Glastonbury en Inglaterra, T in the Park en Escocia y Roskilde en Dinamarca (todos en el año 2000). Con Pepa Fresa hizo parte del festival Rock al Parque en Bogotá en 1996, 1997 y 1998 y como solista en el 2010.

## Discografía

### Pepa Fresa
- 1997 - Pepa Fresa (Sony Music Colombia)

### Bloque de Búsqueda
- 1998 - Bloque (Luaka Bop)

### Sidestepper
- 2003 - 3AM (In Beats We Trust) (Palm Pictures)

### Jimena Ángel
- 2008 - Día Azul (Universal Music México)
- 2013 - Todo Reverdece (Independiente)

## Filmografía
- Lucerito (1994) - Natalia Lasquero
- El amor es más fuerte (1998) - Sara
- La isla de los famosos (2005)